# Wishbone Ash
Wishbone Ash é um banda britânica de rock fundada em outubro de 1969 pelo baixista Martin Turner e pelo baterista Steve Upton, que havia tocado profissionalmente na Alemanha e Inglaterra.

## História
Junto com o irmão de Turner, Gleen Turner, a banda inicialmente adotou o nome de Empty Vessels. O nome não durou muito e logo virou Tanglewood. O trio saiu de sua cidade natal, Exetel, e partiu para Londres.
Sem sorte, o grupo estava quase desistindo quando foram convidados a abrir o show do The Yardbirds. Miles Copeland, que assistiu à apresentação, ficou bem impressionado com o som do Tanglewood e ofereceu-se como empresário do grupo. O guitarrista Glen Turner decidiu voltar para Exeter, mas a dupla Martin e Steve continuou em Londres com Miles Copeland. Eles precisavam de um guitarrista e Miles distribuiu papéis na cidade convocando os candidatos.
Durante a audição, a dupla gostou de dois, David Ted Turner e Andy Powell. Eles decidiram não contratar um tecladista e ficaram com os dois guitarristas. As influências musicais dos novos integrantes foram incorporadas ao som rock do grupo: Powell com o soul e David mais próximo do blues norte-americano. Eles perceberam que era necessário trocar de nome, precisavam de um que não os rotulasse, já que a mistura de ritmos estava presente e aberta para novidades. Em 1970, iniciou-se a carreira do Wishbone Ash.
Ensaiaram as primeiras músicas para montar um show e sofreram bastante no início. Sem espaço para tocar em Londres, Miles fez um contato com o produtor do Deep Purple, que gostou do trabalho do grupo e o indicou à gravadora Decca. O curioso é que eles fecharam primeiro um contrato nos Estados Unidos e não na Inglaterra.
O álbum de estreia saiu em 1970, “Wishbone Ash”. Em seguida veio “Pilgrimage”, em 1971, e uma turnê em que eles abriram shows do The Who. A experiência rendeu a música “Time Was”, entre outras, que entrou no disco “Argus”, em 1972. A revista Melody Maker escolheu “Argus” como o melhor álbum inglês em 1972.
Para compor um novo álbum, o grupo preferiu se isolar. Colocaram tudo em um caminhão e partiram para o interior. Ficaram numa cabana sem TV, rádio ou telefone. O resultado foi “Wishbone Four”, em 1973. Logo em seguida, saiu o primeiro disco ao vivo do grupo, "Live Dates”. Após a turnê, David Ted Turner deixou o grupo e foi substituído por Laurie Wisefield, que estreou no estúdio em “There’s the Rub”, primeiro disco gravado nos Estados Unidos. A mudança foi ainda maior e o grupo adotou o país como sua nova casa.
Com o novo selo, Atlantic, o Wishbone Ash lançou mais dois discos, “Locked In” e “New England”, ambos com Miles Copeland. Em 1979, o grupo gravou o primeiro disco com o produtor Nigel Grey, “Just Testing”. Naquela época, Martin Turner decidiu abandonar o grupo e o baixista inglês John Wetton entrou no lugar para gravar “Number the Brave”, em 1981. O grupo continuou trabalhando intensamente nos anos seguintes.
A volta da formação original aconteceu em 1986 quando Miles Copeland entrou em contato com Andy e Ted Turner. Miles havia se tornado produtor do The Police e aberto um selo, IRS Records. Ele convidou o Wishbone Ash para gravar um disco em uma coleção que o IRS lançaria em breve. Andy Powell, Ted Turner, Steve Upton e Martin Turner reuniram-se e gravaram o projeto. A formação ainda durou mais três anos, quando lançaram “Nouveau Calls” e “Here To Hear”. Steve preferiu sair novamente e se aposentou, sendo substituído por Ray Weston.
Em 1995, com Andy Pyle no baixo, o grupo gravou um disco ao vivo, “Live in Chicago”, pelo selo Griffin. O show gravado incluiu vários sucessos da carreira do grupo, como “The King Will Come” e “Throw Down the Sword”, além de algumas canções nunca lançadas nos Estados Unidos. Naquele mesmo ano, Ted Turner abandonava o grupo novamente e o único membro da formação original era Andy Powell. O guitarrista entrou no Top 20 dos melhores da história no instrumento da revista Rolling Stones.
O grupo continuou, mas só lançaram discos ao vivo ou coletâneas. O jejum de estúdio terminou em 1996, com “Illuminations”. Em 2000, eles saíram em turnê na Europa para divulgar o lançamento de “Bare Bones” e celebrar os 30 anos do Wishbone Ash. Em 2003, após várias mudanças de integrantes, o grupo era formado por Andy Powell (guitarra e voz), Bob Skeat (baixo), Ben Granfelt (guitarra) e Ray Weston (bateria). O último registro lançado foi “Bona Fide”, em 2002, com produção do próprio Andy Powell. No final do ano seguinte, eles aterrissaram no Brasil para algumas apresentações e não demonstraram até agora sinal de que vão parar.

## Discografia
1. Wishbone Ash (1970)
2. Pilgrimage (1971)
3. Argus (1972)
4. Wishbone Four (1973)
5. Live Dates (1974)
6. There's the Rub (1974)
7. Locked In (1975)
8. The King Will Come: Live(1976)
9. New England  (1976)
10. Mother of Pearl: Live (1976)
11. Front Page News (1977)
12. No Smoke Without Fire (1978)
13. Just Testing (1980)
14. Live Dates II (1980)
15. Number the Brave (1981)
16. Twin Barrels Burning (1982)
17. Raw to the Bone (1985)
18. Nouveau Calls (1987)
19. Here to Hear (1989)
20. Strange Affair (1991)
21. The Ash Live in Chicago (1992)
22. Live in Geneva (1995)
23. Illuminations (1996)
24. Trance Visionary (1997)
25. Psychich Terrorism (1998)
26. Bare Bones (1999)
27. Live Dates III (2000)
28. Bona Fide (2002)
29. Almighty Blues Live (2003)
30. Clan Destiny (2006)
31. The Power of Eternity (2007)
32. Elegant Stealth (2011)
33. Blue Horizon (2014)

#### DVDs & vídeos
- Lorelie (1976)
- Classis Rock Legends (1989)
- 30th Anniversary Concert - Live At Shepherds Bush Empire (2000)
- Almighty Blues - Live In London & Beyond (2003)
- Phoenix Rising - Classic Ash : Then & Now (2004)